# Oblu
Oblu – wieś w Estonii, w prowincji Rapla, w gminie Kaiu.